# يونوت ستانيسكو

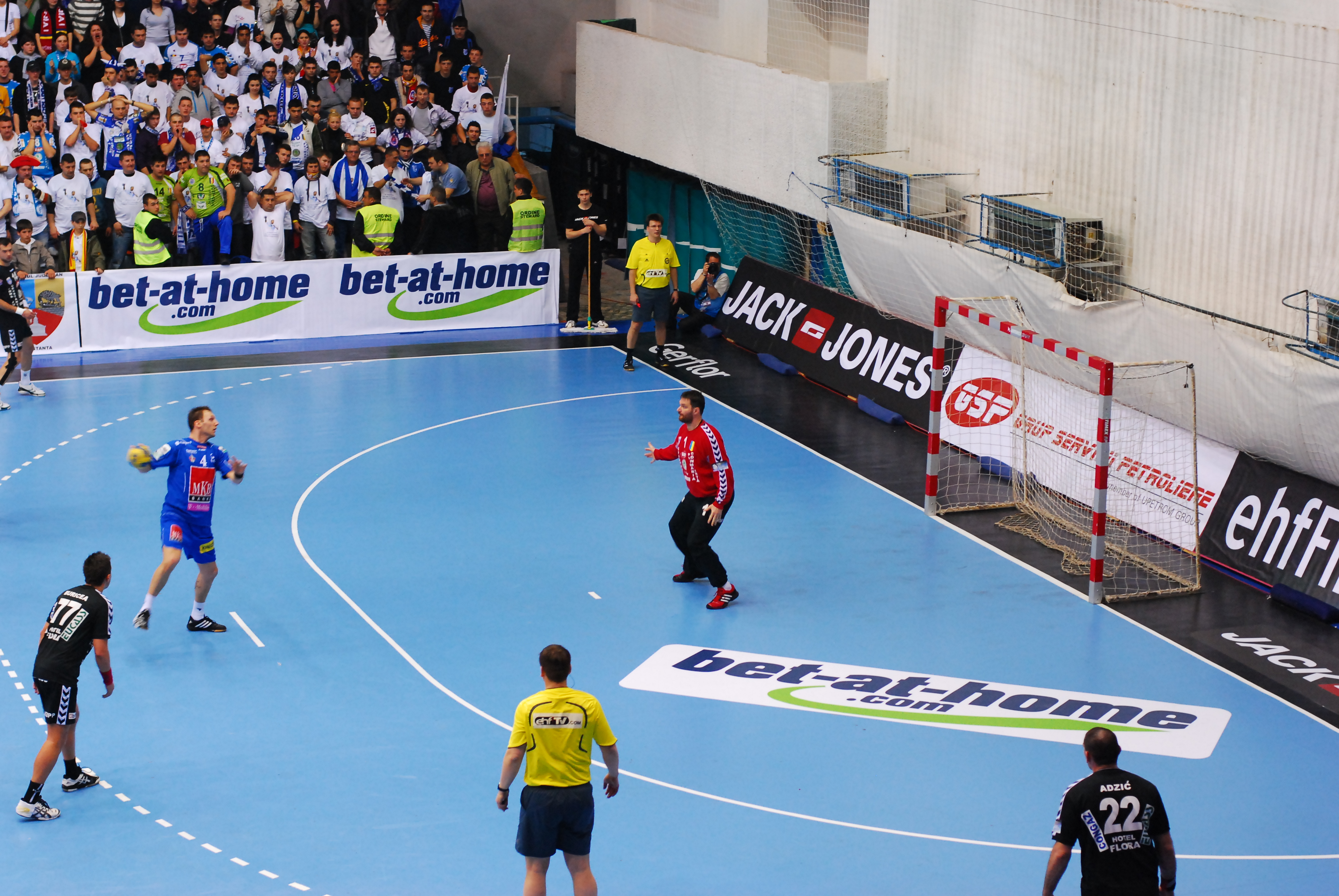
مباراة دوري أبطال أوروبا

يونوت ستانيسكو (بالرومانية: Rudi Stănescu) مواليد 14 أغسطس 1979 في براشوف، هو لاعب كرة يد روماني. مثل منتخب رومانيا لكرة اليد.

## المسيرة الاحترافية
لعب مع نادي دينامو بوخارست لكرة اليد في الدوري الروماني من سنة 1998 إلى 2001، ثم لعب مع دوبروجا سود كونستانتسا من سنة 2001 إلى 2015، ثم لعب مع دوبروجا سود كونستانتسا في الدوري الروماني في سنة 2015.

## الإنجازات
- الدوري الروماني لكرة اليد:
  - الفوز: 2004، 2006، 2007، 2009، 2010، 2011، 2012
- كأس أبطال الكؤوس الأوروبية لكرة اليد:
  - نصف النهائي: 2006
  - ربع النهائي: 2007، 2009